# Selemani
Selemani (griego: Άγιος Ιωάννης Σελέμανη, turco: Süleymaniye) es un pueblo fantasma turcochipriota situado en la región Tylliria de Chipre, a 3 km de Pachyammos y 4 km al sureste de Limnitis/Yeşilırmak. Se encuentra dentro de la zona de amortiguación de la ONU. Está abandonado desde 1964 y todas las casas y edificios están en ruinas.